# Konstantinos Giannaris
Konstantinos Giannaris (grec: Κωνσταντίνος Γιάνναρης; nascut en 1959), és un director de cinema, fotògraf, actor i autor grec. És més ben conegut pels seus llargmetratges premiats Apo tin akri tis polis, Hostage i els seus primers treballs queer a Gran Bretanya.

## Primers anys
Giannaris, és un director i guionista de cinema reconegut per la seva contribució al cinema independent grec. La seva carrera s'ha caracteritzat per una exploració de temes socials, una narrativa distintiva i un enfocament cinematogràfic avantguardista.
Giannaris va començar els seus estudis en Dret en la Universitat d'Atenes, però la seva passió pel cinema el va portar a abandonar aquesta carrera i traslladar-se a Londres per a estudiar a l'Escola de Cinema de la London International Film School. El seu debut com a director va arribar en 1983 amb la pel·lícula "From the Edge of the City", que explorava la vida de joves marginats a Atenes. La pel·lícula va establir la reputació de Giannaris com un cineasta que aborda temes socials amb una perspectiva única.
Al llarg dels anys, Giannaris ha construït una filmografia diversa que abasta diferents gèneres i estils narratius. La seva pel·lícula "Hostage" (1988), basada en la novel·la homònima de Nikos Kazantzakis, va rebre elogis pel seu enfocament visual innovador i el seu tractament reflexiu dels dilemes ètics. Aquesta pel·lícula va marcar el començament d'una carrera caracteritzada per la fusió de la realitat social amb elements de la cultura contemporània.
En 2005, Giannaris va guanyar reconeixement internacional amb "The Bubble", un drama que aborda la vida de joves grecs enfrontant desafiaments en la societat contemporània. La pel·lícula va ser seleccionada per a participar en la secció "Un Certain Regard" del Festival de Canes, consolidant la posició de Giannaris en l'escena cinematogràfica global.
El seu compromís amb l'exploració de temes controvertits es va evidenciar a "Man at Sea" (2011), una pel·lícula que aborda la immigració il·legal i les complexitats de la identitat. Giannaris ha continuat desafiant les convencions cinematogràfiques, explorant històries que toquen aspectes profunds de la condició humana.
A més del seu treball com a director, Giannaris ha impartit classes de cinema i ha participat en iniciatives educatives per a fomentar el desenvolupament del cinema independent a Grècia. El seu impacte en la cinematografia grega i la seva dedicació a la narració innovadora han consolidat Giannaris com una figura influent en el panorama del cinema contemporani.

## Filmografía
| Any  | Títol                                             | Idioma         | País              | Notes                                                                                       |
| ---- | ------------------------------------------------- | -------------- | ----------------- | ------------------------------------------------------------------------------------------- |
| 1983 | Framed Youth: The Revenge of the Teenage Perverts | Anglès         | Regne Unit        | partícip; curtmetratge, 45 minuts                                                           |
| 1989 | Jean Genet Is Dead                                | Anglès         | Regne Unit/Grècia | director; escriptor; curtmetratge, 40 minuts, dedicat a Mark Ashton                         |
| 1990 | Silences                                          | Anglès         | Regne Unit/Grècia | director; escriptor; curtmetratge, 10 minuts                                                |
| 1990 | Τρώες                                             | Anglès, grec   | Regne Unit/Grècia | director; escriptor; curtmetratge, 33 minuts <br /> 1990 Premi Teddy al Millor Curtmetratge |
| 1991 | North of Vortex                                   | Anglès         | Regne Unit/Grècia | director, curtmetratge, 58 minuts                                                           |
| 1991 | Caught Looking                                    | Anglès         | Regne Unit        | director; curtmetratge, 35 minuts <br /> 1992 Premi Teddy al Millor Curtmetratge            |
| 1992 | The Battle of Tuntenhaus, parte 2                 | Anglès/alemany | Regne Unit        | camarògraf, entrevistador                                                                   |
| 1994 | Μια Θέση στον Ήλιο ( Mia thesi ston ilio )        | Grec           | Regne Unit/Grècia | director; escriptor; 45 minuts                                                              |
| 1995 | 3 Steps to Heaven                                 | Anglès         | Regne Unit        | director; escriptor; actor; telefilm                                                        |
| 1998 | Από την άκρη της πόλης ( Apo tin akri tis polis ) | Grec/rus       | Grècia            | director; escriptor; actor                                                                  |
| 2001 | Δεκαπενταύγουστος ( Dekapentavgoustos )           | Grec           | Grècia            | director; escriptor                                                                         |
| 2004 | Visions of Europe : segment Room for all          |                | Unió Europea      | director; escriptor; curtmetratge, 5 minuts                                                 |
| 2005 | Ομηρος ( Omiros )                                 | Grec/albanés   | Grècia/Turquia    | director; escriptor                                                                         |
| 2009 | Gender Pop                                        | Grec           | Grècia            | director; escriptor; curt documental, 40 minuts                                             |
| 2011 | Άνθρωπος στη Θάλασσα ( Anthropos sti thalassa )   | Grec           | Grècia            | director; escriptor                                                                         |